# Jan na Rakowie Kossowski
Jan na Rakowie Kossowski herbu Jelita – stolnik sandomierski od 1738 roku (zrezygnował przed 29 sierpnia 1766 roku), sędzia grodzki sandomierski.
Poseł województwa sandomierskiego na sejm 1748 roku.